# Reinhart Mlineritsch
Reinhart Mlineritsch (* 1950 in Wien) ist ein österreichischer Fotograf.

## Leben und Werk
Mlineritsch wuchs in Laab im Walde auf. Er studierte bis 1974 Handelswissenschaften und begann in der Privatwirtschaft zu arbeiten. 1979 verlegte er seinen Lebensmittelpunkt nach Salzburg. Mlineritsch kam zunächst als Autodidakt zur Fotografie, 1991 wendete er sich der großformatigen Schwarzweißfotografie zu und besuchte Workshops u. a. am Salzburg College bei Roger Palmer (University of Leeds) und Joan Fontcuberta (Barcelona).

## Ausstellungen

### Einzelausstellungen (Auswahl)
- 2019: Goldegger Stube, Ausstellung im Schloss Goldegg
- 2016: Bild.Raum, gemeinsam mit Ilse Haider und Barbara Reisinger, Stadtgalerie Lehen, Salzburg und Parallel Vienna Art Fair, Wien[2]
- 2013: Salzburg in Farbe – Fotografien, Festung Hohensalzburg[3]
- 2011: Reinhart Mlineritsch – Fotografien, Fotoforum West, Innsbruck[4]
- 2010: Stadt.Land.Fluss. Kunstraum Pro Arte, Hallein[5]
- 2007: Cover of Darkness, Fotohof, Salzburg
- 2006: Fotografien, Kulturgut Höribach, Mondsee
- 2006: Velvet Curtain, Galerie foto-forum Bozen, Italien
- 2004: Ein fotografischer Essay zur Baugeschichte, Museum der Moderne Salzburg[6]
- 2004: Hallein – Fotografien, Galerie pro Arte, Hallein
- 2004: Photographs by Reinhart Mlineritsch, Nevada Museum of Art, Reno, NV, USA[7]
- 2004: Velvet Curtain, Galerie im Kulturamt, Salzburg
- 2003: Velvet Curtain, Galerie Fotohof, Salzburg
- 2002: Schön, Schloss Goldegg
- 2002: Fotografien 1990 – 2001, Galerie Pernkopf, Berlin
- 2001: Photographs 1990 -2001, Galerie Johannes Faber, Wien
- 2001: Fotoblätter, Höribachhof, St. Lorenz am Mondsee
- 2000: Wie ein Fremder, Fotogalerie im Schloss Retzhof, Leibnitz
- 2000: Abschied und Aufbruch, Goldegger Dialoge, Schloss Goldegg
- 2000: Fotografien, Artport, Salzburg Airport
- 1999: Kunstmesse Salzburg (Jurypreisträger)
- 1999: Wie ein Fremder, Dr. Robert-Gerlich-Fotomuseum, Burghausen, Deutschland (mit Franz Hubmann)
- 1999: Edition Versunken, Galerie Fotohof, Salzburg
- 1996: Versunken, Raiffeisenkasse Seekirchen
- 1996: Wilderness, Schloss Leopoldskron, Salzburg

### Gemeinschaftsausstellungen (Auszug)
- 2019: Die Spitze des Eisbergs, Gruppenausstellung im Museum der Moderne Salzburg
- 2019: Stand Ort Wechsel – Häuser im Wandel, Gruppenausstellung Museum in der Fronfeste, Neumarkt am Wallersee
- 2018: Stand Ort Wechsel – Häuser im Wandel, Gruppenausstellung in der Galerie im Traklhaus und im Salzburger Freilichtmuseum[8]
- 2017: Reinheit in der Unvollkommenheit, Jahresausstellung 2017 im Salzburger Kunstverein
- 2017: Furor Colligendi – Für Anton Gugg, Stadtgalerie Lehen, Salzburg, Austria
- 2016: Subtile Einblicke – Festungsfotografien in 125 Jahren, Gruppenausstellung auf der Festung Hohensalzburg
- 2015: Kunstankäufe des Landes Salzburg 2013 – 2015, Galerie im Traklhaus, Salzburg
- 2013: Für die Fülle. Jahresausstellung 2013, Salzburger Kunstverein
- 2013: Younger than Yesterday, 30 Jahre Museum der Moderne Salzburg
- 2012: Eröffnung der neuen Galerie, Galerie foto-forum, Bozen, Italien
- 2012: On Screen, Aktuelle Fotografie aus Österreich, Galerie Fotohof, Salzburg
- 2010: flach und bergig, Salzburg Museum, Salzburg[9]
- 2009: Kunstankäufe des Landes Salzburg 2007 – 2009, Galerie im Traklhaus, Salzburg
- 2009: Stadt Salzburg, Salzburg Museum, Salzburg
- 2008: Lebenswelten, 4 fotografische Positionen aus Salzburg, Städtische Galerie Traunstein, Deutschland
- 2006: Timeline – 25 Jahre Fotohof Salzburg, Galerie der Stadt Wels
- 2006: Wahre Gefühle, Romantik in der zeitgenössischen Fotografie I, Fotoforum Braunau
- 2006: Fotohof 1981 – 2006, Galerie Fotohof, Salzburg
- 2005: The Altered Landscape, National Academy of Sciences, Washington D.C., USA
- 2005: "Ein Dorf wird" – REVISITED, Österreichisches Kulturforum, Berlin
- 2004: [under] construction, Galerie Marenzi Leibnitz
- 2003: Kunstankäufe des Landes Salzburg 2001 – 2003, Galerie im Traklhaus, Salzburg
- 2003: [under] construction, Museum der Moderne Salzburg Rupertinum
- 2003: “Ein Dorf wird” – REVISITED, Galerie Fotohof, Salzburg
- 2003: Kunstschauplatz Salzburg, Berchtoldvilla, Salzburg
- 2002: Galerie Con Animo, Stift Mattsee
- 2002: The Altered Landscape, Norsk museum for fotografi, Horten, Norwegen
- 2002: 10 Jahre Edition Fotohof Salzburg, Pixel.Art Gallery, Tiefenbach bei Passau
- 2000: Interna, Galerie Fotohof, Salzburg
- 2000: Aus den Ankäufen des Landes, Galerie im Traklhaus, Salzburg
- 2000: Aktenvermerke, Galerie 5020, Salzburg
- 1998: Jahresausstellung Kunstverein Salzburg
- 1998: Lieferinger Kulturkalender, Europark, Salzburg
- 1998: Ankäufe Land Salzburg, Traklhaus, Salzburg
- 1997: Jahresausstellung, Kunstverein Salzburg
- 1997: Die ganze Stadt, Architektur ist Überall, Architektenkammer Salzburg[10]

## Veröffentlichungen
- Stand Ort Wechsel – Häuser im Wandel. mit Gertrud Fischbacher, Andrew Phelps, Rudolf Strobl und Elisabeth Wörndl. Fotohof edition, Salzburg 2018, ISBN 978-3-902993-68-7. (mit Texten von Karl-Markus Gauß, Dietgard Grimmer, Wilfried Haslauer, Michael Weese)
- Cover of Darkness. Edition Fotohof im Otto Müller Verlag, Salzburg 2007, ISBN 3-7013-1131-5. (Mit einem Vorwort von Anselm Wagner, ausgezeichnet als Schönstes Buch Österreichs.)
- Ein fotografischer Essay zur Baugeschichte Museum der Moderne Salzburg. Katalog in der Edition Rupertinum, Salzburg 2004, ISBN 3-901824-26-X (Mit einem Vorwort von Agnes Husslein-Arco und einem Text von Margit Zuckriegl)
- Reinhart Mlineritsch – Photographs. Katalog herausgegeben vom Nevada Museum of Art. 2004 (Mit einem Text von Kurt Kaindl)
- Velvet Curtain. Edition Fotohof im Otto Müller Verlag, Salzburg 2003, ISBN 3-7013-1078-5. (Mit einem Text von Karl-Markus Gauß.)
- Wie ein Fremder: Photographien 1992-1998. Edition Fotohof im Otto Müller Verlag, Salzburg 1999, ISBN 3-7013-1004-1. (Mit Texten von Gerhard Amanshauser und Margit Zuckriegl.)
- Architektur ist überall - die ganze Stadt, ein Salzburger Fotoprojekt. Verlag Anton Pustet, 1997, ISBN 3-7025-0362-5.